# Balkanbund

Die Grenzverhältnisse auf dem Balkan 1912 vor Ausbruch der Balkankriege

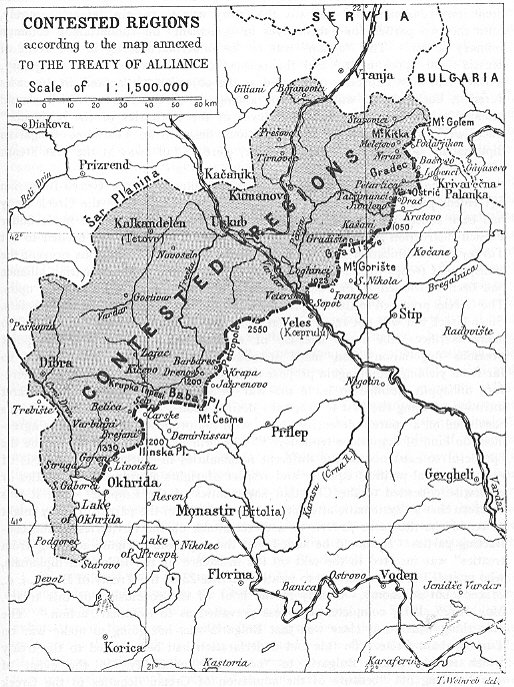
Für einen russischen Schiedsspruch vorgesehene strittige Zone

Der Balkanbund, seltener auch Balkanblock, war ein 1912 geschlossenes Militärbündnis der südosteuropäischen Staaten Serbien, Bulgarien, Montenegro und Griechenland. Das gemeinsame Ziel war die Verdrängung des Osmanischen Reiches vom Balkan und die Aufteilung seiner verbliebenen europäischen Provinzen.
Da das Osmanische Reich durch den Italienisch-Türkischen Krieg und verschiedene Aufstände in den Balkanprovinzen geschwächt war, erschien den Regierungen der südosteuropäischen Staaten die Gelegenheit günstig, weitere territoriale Erwerbungen auf Kosten der Hohen Pforte zu machen.
Am 13. März 1912 wurde zunächst ein geheimes Defensivbündnis zwischen Serbien und Bulgarien geschlossen. Dieses wurde am 12. Mai desselben Jahres um ein Militärbündnis erweitert. Am selben Tag schloss Bulgarien in Sofia zudem ein Bündnis mit Griechenland, nachdem jenes Verhandlungen über eine Defensivallianz mit Bulgarien begonnen hatte, um nicht von einer möglichen Allianz gegen das Osmanische Reich ausgeschlossen zu sein. Später folgte eine ähnliche Vereinbarung zwischen Bulgarien und Montenegro. Hieraus resultierte ein Netzwerk von Bündnissen, die sich gegen das Osmanische Reich richteten. Die Führungen der beteiligten Staaten vereinbarten auch Militäraktionen im Kriegsfall.
Über die Aufteilung der, in diesem Fall, eroberten Gebiete konnte hingegen keine Einigung erzielt werden. Unstrittig war, dass das Epirus (Südalbanien) an Griechenland, Kosovo an Serbien, und Thrakien an Bulgarien fallen sollte; Montenegro sollte die Stadt Shkodra und Nordalbanien erhalten. Auf Teile Makedoniens erhoben sowohl Griechenland als auch Serbien und Bulgarien Ansprüche. Montenegro und Serbien waren darüber hinaus uneins wegen des Sandschaks von Novi Pazar und Gebieten im heutigen Albanien bis an den Lauf des Flusses Drin. Zentralalbanien sollte als Serbiens Zugang zum Meer dienen.
Bezüglich der Abgrenzung der serbisch-bulgarischen Ansprüche auf Mazedonien kam unter russischer Vermittlung bzw. unter Druck des Zarenreiches ein provisorischer Kompromiss zustande. Es wurde eine unstrittig serbische Zone, eine unstrittig bulgarische Zone und eine verbleibende Zone vereinbart, über deren Zugehörigkeit nach dem Krieg der Zar persönlich entscheiden sollte und dessen Schiedsspruch sich beide Seiten anzuerkennen verpflichteten. Die unstrittig serbische Zone umfasste das heutige Kosovo. Die unstrittig bulgarische Zone sollte alle Gebiete einschließen, die südlich und östlich einer Linie vom bulgarisch-serbisch-osmanischen Dreiländereck bis zum Ohridsee verlief. Über das verbleibende, nördlich und östlich von Skopje und Kumanovo liegende Gebiet sollte der russische Schiedsspruch entscheiden.
Am 25. Septemberjul. / 8. Oktober 1912greg. erklärte Montenegro, in Absprache mit den Bündnispartnern, der Türkei den Krieg; die anderen Staaten folgten am 4.jul. / 17. Oktobergreg.. Dies markierte den Beginn des Ersten Balkankriegs.

## Weblink
- Bulgarien in den Grenzen nach den Verträgen von Konstantinopel, San-Stephano, Berlin, London, Bukarest und Neuilly. (Karte mit Einordnung des strittigen Gebietes in frühere und spätere Grenzziehungen).